# Aimée Antoinette Camus
Pour les articles homonymes, voir Camus.
Aimée Antoinette Camus (1er mai 1879 – 17 avril 1965) est une botaniste et agrostologue française.
Spécialiste de l'étude des orchidées, de l'anatomie végétale mais également l'étude des arbres et arbrisseaux, elle est l'auteur d'une monographie unique sur le chêne quercus en sept volumes publiée entre 1939 et 1954.
À partir de 1922, elle a collaboré pendant plus de 30 ans pour le muséum d'Histoire naturelle de Paris. Ses publications font partie des collections du musée qui doit une partie de sa notoriété et de son rayonnement aux travaux d'Aimée Antoinette Camus.
Elle est la sœur ainée de l'artiste peintre néo-impressionniste Blanche-Augustine Camus (1884-1968) dont elle restera très proche.
Aimée Antoinette Camus a été deux fois lauréate de l'Institut (Académie des sciences) en 1906 et en 1930.
Elle est faite Chevalier de la Légion d'honneur en 1936. Camus a également l'héritage d'être l'auteur du deuxième plus grand nombre d'espèces de plantes terrestres parmi les femmes scientifiques, nommant au total 677 espèces.

## Biographie
Aimée Antoinette Camus née le 1er mai 1879 à Paris 11e arrondissement, est la fille d’Edmond-Gustave Camus (1852-1915), pharmacien mais également botaniste et de Aimée Françoise Choinel (née en 1856).
C’est sous l’influence de son père qu’elle se spécialise dans l’étude des orchidées ainsi que l’anatomie végétale. Elle travaille auprès de Paul Bergon (1863-1912) et de Paul Lecomte (1856-1934). Elle est l’auteur de L'Iconographie des Orchidées d’Europe et du Bassin Méditerranéen.
A. Camus a consacré une grande part de ses recherches à l'étude des graminées, notamment à Madagascar où elle découvrit de nombreuses espèces endémiques dans les régions montagneuses du nord et du centre de l'île. Ses recherches sur les graminées, qui l'ont occupée pendant près de cinquante ans, l'ont conduite à étudier des matériaux provenant, outre Madagascar et l'Indochine, d'autres pays dont l'Afrique du Nord française, l'Afrique orientale et australe, les Comores, l'île Maurice et la Réunion, ainsi que Taïwan.
Camus a contribué avec son père à deux études de botanique appliquée sur des groupes de plantes de grande importance économique, l'une sur les riz d'Indochine et l'autre sur les bambous, qui donna lieu à la publication d'un ouvrage de 350 pages.
A. Camus a donné le nom de Neohouzeaua (en) au genre regroupant sept espèces de bambous tropicaux, en l'honneur des travaux que Jean Houzeau de Lehaie a consacrés, tout au long de sa vie, à la connaissance botanique et à la diffusion des bambous en Europe et en Afrique.

## Collaboration avec le musée d'histoire naturelle de Paris
À partir de 1922, Aimée Antoinette Camus a collaboré pendant plus de 30 ans sans rétribution en travailleuse libre pour le muséum d'histoire naturelle de Paris. Ses nombreuses publications font partie des collections du Muséum d'Histoire Naturelle de Paris. D'après les commentaires qui ont été faits sur son dossier de la Légion d'honneur, elle contribua grandement au rayonnement et à la réputation du musée dans le monde
Aimée Antoinette Camus meurt le 17 avril 1965 à son domicile rue de l'Abbé-Groult à Paris 15e arrondissement à l'âge de 85 ans.

## Vie privée
Tout au long de sa vie, elle est restée proche de sa sœur l'artiste peintre néo-impressionniste Blanche-Augustine Camus qui appartient plus particulièrement à la branche du divisionnisme, ce mouvement de chromo-luminarisme de la fin du XIXe siècle créé et développé par Georges Seurat et Paul Signac consiste à juxtaposer les touches de ton sur la toile au lieu de les mélanger sur la palette. Ce mouvement artistique inclut le pointillisme, variante plus technique.
Après la mort de leur père Edmond-Gustave Camus, en 1915, les deux sœurs ont exploré les Pyrénées et rejoignant ainsi des expéditions vers la région méditerranéenne, y compris la Turquie.

## Honneurs et récompenses
- A.A Camus a été deux fois lauréate de l'Institut (académie des sciences) en 1906 et en 1930
- A.A. Camus est faite Chevalier de la Légion d'honneur, le 3 mai 1936[5] à Paris

## Source
- Traduction de l'article de langue anglaise de Wikipédia (version du 4 octobre 2008).